# Luís Vinício
Luís Vinícius de Menezes (* 28. Februar 1932 in Belo Horizonte) ist ein ehemaliger brasilianischer Fußballspieler und späterer -trainer, der nahezu die gesamte Zeit seiner Karriere als Spieler und Trainer in Italien verbrachte.

## Spielerkarriere
Luís Vinício, geboren 1932 in Belo Horizonte im brasilianischen Bundesstaat Minas Gerais, begann mit den Fußballspielen bei Botafogo FR in Rio de Janeiro. Dabei weckte er das Interesse des AC Neapel, der ihn 1955 verpflichtete. Im Trikot von Napoli spielte er in den folgenden fünf Jahren bis 1960. Mit dem AC Neapel, so hieß der heutige SSC Neapel bis zu einer Umbenennung 1964, erreichte er meist Platzierungen im Mittelfeld der Serie A, hervorzuheben ist einzig der vierte Rang in der Saison 1957/58. Jene Saison war auch die Beste von Luís Vinício im Dress der Neapolitaner, er erzielte 21 Saisontore und wurde Vierter in der Liste der besten Torschützen in Italiens Eliteliga. Auch in so gut wie allen anderen Spielzeiten beim AC Neapel kam Vinício zu vielen Saisontreffern, der Gewinn der Torjägerliste blieb ihm aber vorerst verwehrt.
1960 wurde Luís Vinício vom FC Bologna verpflichtet. In zwei Jahren für Bologna machte er 47 Ligaspiele und schoss darin 17 Tore. Mit dem FC Bologna gewann Luís Vinício 1961 seinen ersten wichtigen Titel als Fußballspieler, der Mitropapokal wurde gewonnen. Außer dem Sieg im Mitropapokal, dessen Bedeutung zur damaligen Zeit jedoch schon sehr eingeschränkt war, es gab immerhin drei andere, höher angesehene Europapokale, verlief seine Zeit in Bologna wenig erfolgreich, es konnte kein weiterer Titel gewonnen werden und auch als Torschütze konnte Luís Vinício nicht so auf sich aufmerksam machen. 1962 ging er dann zu Lanerossi Vicenza, wo er wieder zu alter Stärke fand und dem Verein mehrfach mit vielen Toren zum Klassenerhalt verhalf. Nach einigen Jahren, in denen er den Titel des besten Torschützen knapp verpasste, gelang dies in der Saison 1965/66, als Vinício 25 Tore für Lanerossi schoss und damit vier Tore vor Angelo Sormani vom AC Mailand an der Spitze der Torschützenliste stand. Für seine Mannschaft indes endete die Saison auf dem sechsten Platz, was durchaus einen Erfolg für kleineren Verein bedeutete.
Nach Ablauf der Spielzeit 1965/66 wechselte Luís Vinício zu Inter Mailand, das damals unter Trainer Helenio Herrera und mit der gefürchteten Taktik des Catenaccio zu den besten Vereinsmannschaften der Welt gehörte. Im Grande Inter, wo Stars der damaligen Zeit wie etwa Giacinto Facchetti, Sandro Mazzola und Luis Suárez spielten, konnte sich Luís Vinício jedoch nicht durchsetzen und kehrte nach einer Saison und nur acht Spielen zu Lanerossi Vicenza zurück. Hier spielte er noch ein Jahr Fußball, machte 25 Ligaspiele und sieben Tore, ehe er im Alter von 36 Jahren seine aktive Karriere beendete.

## Trainerkarriere
Gleich nach dem Ende seiner aktiven Zeit begann Luís Vinício sein erstes Engagement als Fußballtrainer. Er coachte ein Jahr lang Internapoli Camaldoli SSD, einen Amateurverein aus Neapel. Nach weiteren Stationen bei Brindisi Football und Ternana Calcio wurde Vinício 1973 Trainer seines alten Vereine SSC Neapel. Neben guten Platzierungen in der Serie A gewann er mit Napoli in der Saison 1975/76 die Coppa Italia, den italienischen Fußballpokal. Doch nach Ablauf der Spielzeit 1975/76 war seine Arbeit in Neapel beendet. Er wurde neuer Trainer von Lazio Rom, das er von 1976 bis 1978 betreute und den Verein aus den unteren Bereichen der Serie A wieder ins obere Mittelfeld führte. Die Saison 1977/78 endete aber mit der Entlassung von Vinício, als Lazio in große Abstiegsgefahr geriet. Daraufhin ging er wieder zum SSC Neapel, wo er nach einer erfolgreichen Saison 1978/79 im Laufe der darauffolgenden Saison wegen Erfolglosigkeit entlassen wurde. Von 1980 bis 1982 war er verantwortlich für den sportlichen Erfolg von US Avellino, in der direkten Umgebung von Neapel gelegen. In zwei Jahren schaffte er den Klassenerhalt ohne Probleme, verließ 1982 aber den Verein, um sich Pisa SC anzuschließen. Als Aufsteiger in die Serie A 1982/83 gestartet, hielt Vinício mit Pisa die Klasse, musste aber in der folgenden Spielzeit, die den Abstieg mit sich brachte, seinen Hut nehmen. Nach zwei Jahren als Coach von Udinese Calcio, die stets mit Ergebnissen im unteren Mittelfeld der ersten italienischen Liga endeten, trainierte er zum zweiten Mal Avellino und stieg 1987/88 aus der Serie A ab, woraufhin er entlassen wurde. Nach drei Jahren Pause war er von 1991 bis 1992 Coach von SS Juve Stabia in Italiens dritter Liga, was seine letzte Trainerstation war.